# ノオチンと太田さんのピンコン二人旅
ノオチンと太田さんのピンコン二人旅（ノオチンとおおたさんのピンコンふたりたび）は、1989年4月16日から同年10月8日まで文化放送他で放送されていたラジオ番組。
文化放送での放送時間は毎週日曜日 21:30 - 22:00。

## 概要
1987年度から1989年度まで（1987年10月 - 1990年3月）、毎年度10月から3月までのナイターオフ期のみ限定で放送されていた若者向けワイドラジオ番組『15はDOKI DOKI ピンクコング』のシリーズの番組。1989年4月からはナイターインシーズンに入って文化放送ライオンズナイターが始まった後も本番組がスタートし、この1989年度だけは『ピンクコング』は通年放送とされていた。
前年度1988年度の『ピンクコング』で、立花理佐と一緒にコーナー番組『DOKIDOKIトーク1.5』に出演していたノオチンこと乃生佳之と、ピンクコング1988年度のパーソナリティ・太田英明（文化放送アナウンサー）の2人がメインパーソナリティとして出演。集英社の雑誌『明星』の単独提供。なお、本番組終了後の1989年度の『ピンクコング』には太田は続投しなかったが、乃生のみ細川直美との共演でコーナー番組『ナヴィとノオチンの今夜もグラッチェ』に続投していた。
最終回放送中に乃生が「往復はがきを送ってくれれば、太田さんがサインを書いて返信します」と突然告知。太田は本当にそのはがき全てにサインの応対をしたという。

## コーナー
15少年漂流記
- 乃生と太田の二人芝居による、アイドル中心のゲスト紹介を兼ねたミニドラマコーナー[2]。友達がいなくて寂しがり屋のノオチン（乃生）と友達が多い太田が新しい友達を求めて旅に出るという内容で、メルヘンもギャグも入り交じり、舞台は露天風呂、おとぎの国から宇宙まで色々変わる珍道中。そして“新しい友達”としてゲストが登場するが、最後にゲストの宣伝コーナーにされて「いかん、そんなことがあったのか」と終わるというパターンが多かった[1]。

留守番電話
- 毎回その日に発表されたテーマに合わせたメッセージを留守番電話で募集。毎週、番組の終了時間（日曜22:00）から翌日月曜日の午前11:00までの間に受け付けていた。メッセージが紹介されたリスナーには番組特製の“通行手形”がプレゼントされた[1]。

15のシステム・ラジオ
- いわゆるミニコミ情報のコーナーで、「会ったら声かけてね」などのリスナーの個人的な情報を募集[1]。

ゲストトーク
- “新しい友達”として登場したゲストとのトーク。ゲストの曲も放送[1]。

## スタッフ
- 平井衛（ディレクター）[1]
- 石川（構成作家）[1]

## ネット局
- 高知放送 日曜日 23:35 - 24:05[2]
- 宮崎放送 日曜日 16:30 - 17:00[2]